# 河村康彦
河村 康彦（かわむら やすひこ、1960年 - ）は、日本の自動車評論家。

## 人物
工学院大学機械工学科卒業。自動車雑誌「モーターファン」（三栄書房）の編集部員を経て
、1985年にフリーランスとなった。
日本カー・オブ・ザ・イヤー（2007-2008他）選考委員、世界・カー・オブ・ザ・イヤー（2007年他）選考委員、インターナショナル・エンジン・オブ・ザ・イヤー選考委員
などを歴任。ドイツ車が大好きであり、ポルシェ・ケイマンを所有する（2019年時点）。
文章の特徴として、タイヤ及びホイールを称して「シューズ」と表記する傾向がある。